# Екологія тварин
Еколо́гія твари́н — розділ зоології, що вивчає спосіб життя тварин у зв'язку з умовами їхнього існування та значення факторів довкілля для основних функцій живих організмів (живлення, розмноження, виживання, коливання чисельності тощо). Екологію тварин також розглядають як розділ аутекології. У свою чергу, залежно від об'єкту досліджень, екологія тварин поділяється на більш вузькоспеціалізовані розділи: екологія комах, екологія птахів, екологія ссавців тощо.
Основним завданням екології тварин є вивчення:
- коливання чисельності в популяціях різних видів тварин в залежності від змін умов середовища;
- екологічних особливостей окремих видів тварин та пристосувань адаптацій їх до умов життя у певних умовах зовнішнього середовища;
- закономірності формування угруповань організмів (біоценозів) та взаємовідносин біоценозів, їх компонентів та середовища.

В екосистемах тварини в основному виконують роль консументів різних рівнів (травоїдні, хижаки, хижаки хижаків, паразити, паразити паразитів). Сприяють кругообігу речовин в природі і потоку енергії в екосистемах. У деяких випадках (наприклад, коралові рифи, панцирні молюски) мають велике значення у вилученні Карбону з його кругообігу у біоосфері.

## Історія розвитку екології тварин
Вже з давніх часів люди почали помічати різноманітні закономірності у взаємодії тварин між собою та з довкіллям. Однак у той час навіть біологія не була окремою наукою, будучи частиною філософії.
Античність
У цей період у індійських та давньогрецьких трактатах були здійснені описи екології тварин:
- індійські трактати «Рамаяна», «Махабхарата» (VI−II ст. до н. е.) — описано понад 50 тварин: спосіб життя, місця існування, живлення, розмноження, добова активність, поведінка при зміні оточення.
- Аристотель (IV ст. до н. е.) написав працю «Історія тварин», в якій наводить екологічну класифікацію тварин, середовища існування, тип руху, місця існування, сезонну активність, наявність сховищ, використання голосу.

Новий час
У цю епоху, яка характеризувалася підйомом у області наукових знань, екологічні закономірності виявлялися вченими-енциклопедистами, нерідко досить далекими від біології у своїх основних дослідження.
- Р. Бойль (1627–1691) — проведено один з перших екологічних експериментів − вплив атмосферного тиску на тварин, стійкість до вакууму водних, земноводних та інших пойкілотермних тварин.
- Р. Бредлі — вперше застосовує кількісні методи у екологічних дослідженнях: описав роль горобцеподібних у винищенні шкідливих комах.
- Рене Реомюр (1683–1757), «Мемуари з природної історії комах», розглядає кількісні температурні фактори (постійність суми денних температур у тіні) для сезонного періоду життя організмів.
- Жорж Бюффон у праці «Історія природи» (1749–1769) у 13 томах описав вплив факторів довкілля, вплив клімату, характеру місцевості та інших зовнішніх умов на популяції. Описав ріст чисельності деяких тварин у геометричній прогресії.
- Паллас П. С. (1741–1811) у працях «Мандрівки по різним провінціям Російської держави» (1773–1788), «Zoographia rosso-asiatica» (1811–1831) застосовує екологічний підхід до вивчення тварин.
- Е. Циммерман у праці «Зоогеографія» (1777) описав залежність поширення ссавців від клімату як з причини прямого впливу, так і через рослинність як найважливіше джерело їжі для тварин.

XIX ст.
- Ж. Б. Ламарк у праці «Фіолософія зоології» (1809) описав взаємодію організм − середовище.
- К. Глогер у 1833 р. сформулював правило, назване його ім'ям — правило Глогера.
- В. Едвардс у праці «Вплив фізичних агентів на життя» (1824) заклав основи екологічної фізіології.
- Г. Бергхаус у праці «Загальний зоологічний атлас» (1851) наводить зоогеографічне районування на основі поширення хижих ссавців.
- К. Хойзингер (1822) розділив зоологію на зоографію та зоономію.
- К. М. Бер (1792–1876) заклав основи сучасної теорії динаміки популяцій у риб.
- К. Ф. Рульє (1814–1858) у лекції «Життя тварин по відношенню до зовнішніх умов» створює екологічну концепцію, описує метод екологічного дослідження тварин.
- Ж. Сент-Ілер (1805–1861) видає працю «Природна історія органічного світу».
- Ч. Дарвін Висловив теорію походження коралових рифів. У праці «Походження видів…» класифікував взаємовідносини між організмами, продуктивність та склад угруповань.
- Е. Геккель (1834–1919) є засновником екології як науки. Написав працю «Загальна морфологія організмів» (1866).
- Мензбір М. А. (1855–1935) видав багатотомник «Птахи Росії» (1893–1895) в якому вперше в зоології застосовано екологічний підхід до написання систематичних зоологічних зведень.

ХХ ст.
- Сєверцов О. М. (1866–1936) — радянський зоолог, засновник еволюційної морфології тварин.
- С. С. Шварц (1919–1976) зробив великий внесок у розвиток популяційної та еволюційної екології. Праці: «Принципи та методи сучасної екології тварин» (1960), «Еволюційна екологія тварин» (1969).
- Юджин Одум (1913–2002) — відомий американський еколог та зоолог, автор праці «Екологія», яку донині визнають найкращою з теорії екології.
- Реймерс Микола Федорович (1931–1993) — радянський зоолог, еколог. Сформулював понад 200 екологічних законів, правил та принципів.
- Нікольський Г. В. — радянський зоолог, зробив великий внесок у вивчення екології риб. Праця «Экология рыб» (1963).
- Щербак М. М. — радянський зоолог, зробив великий внесок у вивчення екології плазунів. Співавтор праці «Определитель земноводных и пресмыкающихся фауны СССР» (1977).
- Воїнственський Михайло Анатолійович (1916–1996) — український зоолог, зробив значний внесок у вивчення екології птахів.